# Tomoyuki Kajino
Tomoyuki Kajino (梶野 智幸 Kajino Tomoyuki?,  nacido el 11 de julio de 1960 en Aichi) es un exfutbolista japonés que se desempeñaba como defensa.
Kajino jugó 9 veces para la Selección de fútbol de Japón entre 1988 y 1989.

## Trayectoria

### Clubes
| Club           | País  | Año         |
| -------------- | ----- | ----------- |
| Yanmar Diesel  | Japón | 1983 - 1992 |
| Gamba Osaka    | Japón | 1992 - 1993 |
| Kashiwa Reysol | Japón | 1994 - 1995 |

### Selección nacional
| Selección | País  | Año         |
| --------- | ----- | ----------- |
| Absoluta  | Japón | 1988 - 1989 |

## Estadística de equipo nacional
| Selección de Japón | Selección de Japón | Selección de Japón |
| Año                | Part.              | Goles              |
| ------------------ | ------------------ | ------------------ |
| 1988               | 1                  | 0                  |
| 1989               | 8                  | 1                  |
| Total              | 9                  | 1                  |

## Palmarés

### Títulos nacionales
| Título             | Club          | País  | Año  |
| ------------------ | ------------- | ----- | ---- |
| Copa del Emperador | Yanmar Diesel | Japón | 1983 |
| Copa del Emperador | Yanmar Diesel | Japón | 1984 |